# Idrissa Gueye
Idrissa Gana Gueye (* 26. září 1989 Dakar) je senegalský profesionální fotbalista, který hraje na postu defensivního či středního záložníka za anglický klub Everton FC a za senegalský národní tým
Je bojovným hráčem, který vyniká ve statistice úspěšných skluzů.

## Klubová kariéra
Je absolventem fotbalové akademie Diambars FC, od roku 2008 hrál za Lille OSC, s nímž získal v sezóně 2010/11 double. V roce 2015 odešel do Anglie, kde hrál za Aston Villa FC a Everton FC. V červenci 2019 přestoupil do Paris Saint-Germain FC.

## Reprezentační kariéra
Reprezentoval Senegal na olympijských hrách 2012, na mistrovství světa ve fotbale 2018 a na třech afrických pohárech: 2015, 2017 a 2019. V roce 2019 získal se svým týmem stříbrnou medaili a byl zařazen do all-stars jedenáctky šampionátu.